# Olympische Sommerspiele 2016/Teilnehmer (Italien)
| Gelbes Symbol für Goldmedaillen mit stilisierten Olympischen Ringen | Graues Symbol für Silbermedaillen mit stilisierten Olympischen Ringen | Braundes Symbol für Bronzemedaillen mit stilisierten Olympischen Ringen |
| ------------------------------------------------------------------- | --------------------------------------------------------------------- | ----------------------------------------------------------------------- |
| 8                                                                   | 12                                                                    | 8                                                                       |

Italien nahm an den Olympischen Spielen 2016 in Rio de Janeiro teil. Es war die insgesamt 27. Teilnahme an Olympischen Sommerspielen. Das Comitato Olimpico Nazionale Italiano nominierte 309 Athleten in 25 Sportarten.
Fahnenträgerin bei der Eröffnungsfeier war die Schwimmerin Federica Pellegrini.

## Teilnehmer nach Sportarten

### Badminton
| Athleten          | Wettbewerb | Gruppenphase            | Gruppenphase                        | Achtelfinale | Achtelfinale | Viertelfinale | Viertelfinale | Halbfinale    | Halbfinale    | Finale        | Finale        | Rang          |
| Athleten          | Wettbewerb | Punkte                  | Rang                                | Gegner       | Ergebnis     | Gegner        | Ergebnis      | Gegner        | Ergebnis      | Gegner        | Ergebnis      | Rang          |
| ----------------- | ---------- | ----------------------- | ----------------------------------- | ------------ | ------------ | ------------- | ------------- | ------------- | ------------- | ------------- | ------------- | ------------- |
| Frauen            |            |                         |                                     |              |              |               |               |               |               |               |               |               |
| Jeanine Cicognini | Einzel     | Bae Yeon-ju Özge Bayrak | 0:2 (11:21, 8:21) 0:2 (14:21, 7:21) | 40:84        | 3            | ausgeschieden | ausgeschieden | ausgeschieden | ausgeschieden | ausgeschieden | ausgeschieden | ausgeschieden |

### Beachvolleyball
| Athleten                        | Gruppenphase                                                             | Gruppenphase    | Gruppenphase | Gruppenphase | Achtelfinale          | Achtelfinale | Viertelfinale   | Viertelfinale | Halbfinale              | Halbfinale    | Finale         | Finale        | Rang          |
| Athleten                        | Gegner                                                                   | Ergebnis        | Punkte       | Rang         | Gegner                | Ergebnis     | Gegner          | Ergebnis      | Gegner                  | Ergebnis      | Gegner         | Ergebnis      | Rang          |
| ------------------------------- | ------------------------------------------------------------------------ | --------------- | ------------ | ------------ | --------------------- | ------------ | --------------- | ------------- | ----------------------- | ------------- | -------------- | ------------- | ------------- |
| Frauen                          |                                                                          |                 |              |              |                       |              |                 |               |                         |               |                |               |               |
| Laura Giombini Marta Menegatti  | Broder / Valjas el-Ghobashy / Meawad Ludwig / Walkenhorst                | 1:2 2:0 1:2     | 4            | 3            | Ross / Walsh          | 0:2          | ausgeschieden   | ausgeschieden | ausgeschieden           | ausgeschieden | ausgeschieden  | ausgeschieden | ausgeschieden |
| Männer                          |                                                                          |                 |              |              |                       |              |                 |               |                         |               |                |               |               |
| Adrian Carambula Alex Ranghieri | Doppler / Horst Binstock / Schachter Alison / Bruno                      | 2:0 2:1 0:2     | 5            | 2            | Lupo / Nicolai        | 0:2          | ausgeschieden   | ausgeschieden | ausgeschieden           | ausgeschieden | ausgeschieden  | ausgeschieden | ausgeschieden |
| Daniele Lupo Paolo Nicolai      | Virgen / Ontiveros Naceur / Belhaj Lucena / Dalhausser * Kantor / Łosiak | 1:2 2:0 1:2 2:1 | 4            | 3            | Carambula / Ranghieri | 2:0          | Ljamin / Barsuk | 2:1           | Semjonow / Krassilnikow | 2:1           | Alison / Bruno | 0:2           | Silber        |

* Playoff-Runde „Lucky Losers“

### Bogenschießen
| Athleten                                        | Wettbewerb | Qualifikation | Qualifikation | 1. Runde                                  | 1. Runde                                  | 2. Runde          | 2. Runde      | Achtelfinale    | Achtelfinale  | Viertelfinale          | Viertelfinale | Halbfinale    | Halbfinale    | Finale            | Finale                         | Rang |
| Athleten                                        | Wettbewerb | Ringe         | Rang          | Gegner                                    | Ergebnis                                  | Gegner            | Ergebnis      | Gegner          | Ergebnis      | Gegner                 | Ergebnis      | Gegner        | Ergebnis      | Gegner            | Ergebnis                       | Rang |
| ----------------------------------------------- | ---------- | ------------- | ------------- | ----------------------------------------- | ----------------------------------------- | ----------------- | ------------- | --------------- | ------------- | ---------------------- | ------------- | ------------- | ------------- | ----------------- | ------------------------------ | ---- |
| Frauen                                          |            |               |               |                                           |                                           |                   |               |                 |               |                        |               |               |               |                   |                                |      |
| Lucilla Boari                                   | Einzel     | 651           | 7             | Alice Ingley                              | 1-7 (92:100)                              | ausgeschieden     | ausgeschieden | ausgeschieden   | ausgeschieden | ausgeschieden          | ausgeschieden | ausgeschieden | ausgeschieden | ausgeschieden     | ausgeschieden                  | 33   |
| Claudia Mandia                                  | Einzel     | 612           | 46            | Mackenzie Brown                           | 4-6 (132:137)                             | ausgeschieden     | ausgeschieden | ausgeschieden   | ausgeschieden | ausgeschieden          | ausgeschieden | ausgeschieden | ausgeschieden | ausgeschieden     | ausgeschieden                  | 33   |
| Guendalina Sartori                              | Einzel     | 648           | 13            | Carolina Aguirre                          | 6-0 (84:72)                               | Deepika Kumari    | 2-6 (106:109) | ausgeschieden   | ausgeschieden | ausgeschieden          | ausgeschieden | ausgeschieden | ausgeschieden | ausgeschieden     | ausgeschieden                  | 17   |
| Lucilla Boari Claudia Mandia Guendalina Sartori | Mannschaft | 1911          | 6             | direkt qualifiziert für das Achtelfinale  | direkt qualifiziert für das Achtelfinale  | –                 | –             | Brasilien       | 6-0 (162:148) | Volksrepublik China    | 5-3 (201:205) | Russland      | 3-5 (205:205) | Chinesisch Taipeh | Kampf um Platz 3 3-5 (213:216) | 4    |
| Männer                                          |            |               |               |                                           |                                           |                   |               |                 |               |                        |               |               |               |                   |                                |      |
| Marco Galiazzo                                  | Einzel     | 651           | 47            | Crispin Duenas                            | 5-6 (145:147)                             | ausgeschieden     | ausgeschieden | ausgeschieden   | ausgeschieden | ausgeschieden          | ausgeschieden | ausgeschieden | ausgeschieden | ausgeschieden     | ausgeschieden                  | 33   |
| Mauro Nespoli                                   | Einzel     | 671           | 16            | Muhammad Wijaya                           | 7-3 (140:134)                             | Sultan Duzelbayew | 6-0 (85:75)   | Riau Ega Agatha | 6-0 (85:78)   | Jean-Charles Valladont | 5-6 (136:139) | ausgeschieden | ausgeschieden | ausgeschieden     | ausgeschieden                  | 5    |
| David Pasqualucci                               | Einzel     | 685           | 3             | Areneo David                              | 6–0 (76:61)                               | Antonio Fernández | 2-6 (109:107) | ausgeschieden   | ausgeschieden | ausgeschieden          | ausgeschieden | ausgeschieden | ausgeschieden | ausgeschieden     | ausgeschieden                  | 17   |
| Marco Galiazzo Mauro Nespoli David Pasqualucci  | Mannschaft | 2007          | 3             | direkt qualifiziert für das Viertelfinale | direkt qualifiziert für das Viertelfinale | –                 | –             | –               | –             | Volksrepublik China    | 0-6 (152:167) | ausgeschieden | ausgeschieden | ausgeschieden     | ausgeschieden                  | 5    |

### Boxen
| Athleten              | Wettbewerb                    | 1. Runde             | 1. Runde | Achtelfinale    | Achtelfinale  | Viertelfinale         | Viertelfinale | Halbfinale    | Halbfinale    | Finale        | Finale        | Rang          |
| Athleten              | Wettbewerb                    | Gegner               | Ergebnis | Gegner          | Ergebnis      | Gegner                | Ergebnis      | Gegner        | Ergebnis      | Gegner        | Ergebnis      | Rang          |
| --------------------- | ----------------------------- | -------------------- | -------- | --------------- | ------------- | --------------------- | ------------- | ------------- | ------------- | ------------- | ------------- | ------------- |
| Frauen                |                               |                      |          |                 |               |                       |               |               |               |               |               |               |
| Irma Testa            | Leichtgewicht bis 60 kg       | –                    | –        | Shelley Watts   | 2:1           | Estelle Mossely       | 0:3           | ausgeschieden | ausgeschieden | ausgeschieden | ausgeschieden | ausgeschieden |
| Männer                |                               |                      |          |                 |               |                       |               |               |               |               |               |               |
| Manuel Cappai         | Halbfliegengewicht bis 49 kg  | Nico Hernández       | 0:3      | ausgeschieden   | ausgeschieden | ausgeschieden         | ausgeschieden | ausgeschieden | ausgeschieden | ausgeschieden | ausgeschieden | ausgeschieden |
| Carmine Tommasone     | Leichtgewicht bis 60 kg       | Lindolfo Delgado     | 3:0      | Lázaro Álvarez  | 0:3           | ausgeschieden         | ausgeschieden | ausgeschieden | ausgeschieden | ausgeschieden | ausgeschieden | ausgeschieden |
| Vincenzo Mangiacapre  | Halbweltergewicht bis 64 kg   | Juan Pablo Romero    | 2:1      | Gabriel Maestre | kampflos      | ausgeschieden         | ausgeschieden | ausgeschieden | ausgeschieden | ausgeschieden | ausgeschieden | ausgeschieden |
| Valentino Manfredonia | Halbschwergewicht bis 81 kg   | Mikhail Dauhaliawets | 1:2      | ausgeschieden   | ausgeschieden | ausgeschieden         | ausgeschieden | ausgeschieden | ausgeschieden | ausgeschieden | ausgeschieden | ausgeschieden |
| Clemente Russo        | Schwergewicht bis 91 kg       | Freilos              | Freilos  | Hassen Chaktami | 3:0           | Jewgeni Tischtschenko | 0:3           | ausgeschieden | ausgeschieden | ausgeschieden | ausgeschieden | ausgeschieden |
| Guido Vianello        | Superschwergewicht über 91 kg | Freilos              | Freilos  | Lenier Pero     | 0:3           | ausgeschieden         | ausgeschieden | ausgeschieden | ausgeschieden | ausgeschieden | ausgeschieden | ausgeschieden |

### Fechten
| Athleten                                                    | Wettbewerb         | 1. Runde | 1. Runde | 2. Runde            | 2. Runde | Achtelfinale           | Achtelfinale  | Viertelfinale       | Viertelfinale | Halbfinale / Klassifikation | Halbfinale / Klassifikation | Finale / Platzierung | Finale / Platzierung | Rang   |
| Athleten                                                    | Wettbewerb         | Gegner   | Ergebnis | Gegner              | Ergebnis | Gegner                 | Ergebnis      | Gegner              | Ergebnis      | Gegner                      | Ergebnis                    | Gegner               | Ergebnis             | Rang   |
| ----------------------------------------------------------- | ------------------ | -------- | -------- | ------------------- | -------- | ---------------------- | ------------- | ------------------- | ------------- | --------------------------- | --------------------------- | -------------------- | -------------------- | ------ |
| Frauen                                                      |                    |          |          |                     |          |                        |               |                     |               |                             |                             |                      |                      |        |
| Rossella Fiamingo                                           | Degen Einzel       | Freilos  | Freilos  | Leonora MacKinnon   | 15:8     | Man Wai Vivian Kong    | 15:11         | Choi In-jeong       | 15:8          | Sun Yiwen                   | 11:12                       | Emese Szász          | 13:15                | Silber |
| Arianna Errigo                                              | Florett Einzel     | Freilos  | Freilos  | Đỗ Thị Anh          | 15:9     | Eleanor Harvey         | 11:15         | ausgeschieden       | ausgeschieden | ausgeschieden               | ausgeschieden               | ausgeschieden        | ausgeschieden        | 17     |
| Elisa Di Francisca                                          | Florett Einzel     | Freilos  | Freilos  | Po Heung Lin        | 15:8     | Hanna Łyczbińska       | 15:6          | Liu Yongshi         | 15:10         | Inès Boubakri               | 12:9                        | Inna Deriglasowa     | 11:12                | Silber |
| Rossella Gregorio                                           | Säbel Einzel       | Freilos  | Freilos  | Alina Komaschtschuk | 14:15    | ausgeschieden          | ausgeschieden | ausgeschieden       | ausgeschieden | ausgeschieden               | ausgeschieden               | ausgeschieden        | ausgeschieden        | 17     |
| Loreta Gulota                                               | Säbel Einzel       | Freilos  | Freilos  | Aleksandra Socha    | 15:10    | Kim Ji-yeon            | 15:13         | Olha Charlan        | 4:15          | ausgeschieden               | ausgeschieden               | ausgeschieden        | ausgeschieden        | 5      |
| Irene Vecchi                                                | Säbel Einzel       | Freilos  | Freilos  | Charlotte Lembach   | 11:15    | ausgeschieden          | ausgeschieden | ausgeschieden       | ausgeschieden | ausgeschieden               | ausgeschieden               | ausgeschieden        | ausgeschieden        | 17     |
| Rossella Gregorio Loreta Gulotta Irene Vecchi Ilaria Bianco | Säbel Mannschaft   | –        | –        | –                   | –        | –                      | –             | Frankreich          | 45:36         | Ukraine                     | 42:45                       | Vereinigte Staaten   | 30:45                | 4      |
| Männer                                                      |                    |          |          |                     |          |                        |               |                     |               |                             |                             |                      |                      |        |
| Marco Fichera                                               | Degen Einzel       | Freilos  | Freilos  | Kazuyasu Minobe     | 8:15     | ausgeschieden          | ausgeschieden | ausgeschieden       | ausgeschieden | ausgeschieden               | ausgeschieden               | ausgeschieden        | ausgeschieden        | 17     |
| Enrico Garozzo                                              | Degen Einzel       | Freilos  | Freilos  | Jung Jin-sung       | 15:11    | Park Sang-young        | 12:15         | ausgeschieden       | ausgeschieden | ausgeschieden               | ausgeschieden               | ausgeschieden        | ausgeschieden        | 9      |
| Paolo Pizzo                                                 | Degen Einzel       | Freilos  | Freilos  | Max Heinzer         | 11:15    | ausgeschieden          | ausgeschieden | ausgeschieden       | ausgeschieden | ausgeschieden               | ausgeschieden               | ausgeschieden        | ausgeschieden        | 17     |
| Marco Fichera Enrico Garozzo Paolo Pizzo Andrea Santarelli  | Degen Mannschaft   | –        | –        | –                   | –        | –                      | –             | Schweiz             | 45:32         | Ukraine                     | 45:33                       | Frankreich           | 31:45                | Silber |
| Giorgio Avola                                               | Florett Einzel     | Freilos  | Freilos  | Daniel Gómez        | 15:5     | Peter Joppich          | 15:13         | Alexander Massialas | 14:15         | ausgeschieden               | ausgeschieden               | ausgeschieden        | ausgeschieden        | 9      |
| Andrea Cassarà                                              | Florett Einzel     | Freilos  | Freilos  | Jérémy Cadot        | 15:14    | Richard Kruse          | 12:15         | ausgeschieden       | ausgeschieden | ausgeschieden               | ausgeschieden               | ausgeschieden        | ausgeschieden        | 9      |
| Daniele Garozzo                                             | Florett Einzel     | Freilos  | Freilos  | Tarek Ayad          | 15:8     | Alaaeldin Abouelkassem | 15:13         | Guilherme Toldo     | 15:8          | Timur Safin                 | 15:8                        | Alexander Massialas  | 15:11                | Gold   |
| Giorgio Avola Andrea Cassarà Daniele Garozzo Andrea Baldini | Florett Mannschaft | –        | –        | –                   | –        | –                      | –             | Brasilien           | 45:27         | Frankreich                  | 30:45                       | Vereinigte Staaten   | 31:45                | 4      |
| Aldo Montano                                                | Säbel Einzel       | Freilos  | Freilos  | Farès Ferjani       | 15:11    | Nikolai Kowaljow       | 13:15         | ausgeschieden       | ausgeschieden | ausgeschieden               | ausgeschieden               | ausgeschieden        | ausgeschieden        | 9      |
| Diego Occhiuzzi                                             | Säbel Einzel       | Freilos  | Freilos  | Vũ Thành An         | 12:15    | ausgeschieden          | ausgeschieden | ausgeschieden       | ausgeschieden | ausgeschieden               | ausgeschieden               | ausgeschieden        | ausgeschieden        | 17     |

### Gewichtheben
| Athleten          | Wettbewerb       | Reißen  | Reißen | Stoßen  | Stoßen | Zweikampf | Zweikampf | Rang |
| Athleten          | Wettbewerb       | Gewicht | Rang   | Gewicht | Rang   | Gewicht   | Rang      | Rang |
| ----------------- | ---------------- | ------- | ------ | ------- | ------ | --------- | --------- | ---- |
| Frauen            |                  |         |        |         |        |           |           |      |
| Giorgia Bordignon | Klasse bis 63 kg | 98 kg   | 8      | 119 kg  | 6      | 217 kg    | 6         | 6    |
| Männer            |                  |         |        |         |        |           |           |      |
| Mirco Scarantino  | Klasse bis 56 kg | 115 kg  | 10     | 149 kg  | 5      | 264 kg    | 7         | 7    |

### Golf
| Athleten         | Runde 1 | Runde 2 | Runde 3 | Runde 4 | Gesamt | Par | Rang |
| ---------------- | ------- | ------- | ------- | ------- | ------ | --- | ---- |
| Frauen           |         |         |         |         |        |     |      |
| Giulia Molinaro  | 78      | 78      | 74      | 70      | 300    | +16 | T53  |
| Giulia Sergas    | 77      | 74      | 77      | 74      | 302    | +18 | 55   |
| Männer           |         |         |         |         |        |     |      |
| Nino Bertasio    | 72      | 72      | 71      | 68      | 283    | −1  | T30  |
| Matteo Manassero | 69      | 73      | 71      | 69      | 282    | −2  | T27  |

### Judo
| Athleten          | Wettbewerb | 1. Runde      | 1. Runde    | 2. Runde      | 2. Runde         | Viertelfinale      | Viertelfinale | Halbfinale / Trostrunde | Halbfinale / Trostrunde | Finale / Platz 3 | Finale / Platz 3 | Rang   |
| Athleten          | Wettbewerb | Gegner        | Ergebnis    | Gegner        | Ergebnis         | Gegner             | Ergebnis      | Gegner                  | Ergebnis                | Gegner           | Ergebnis         | Rang   |
| ----------------- | ---------- | ------------- | ----------- | ------------- | ---------------- | ------------------ | ------------- | ----------------------- | ----------------------- | ---------------- | ---------------- | ------ |
| Frauen            |            |               |             |               |                  |                    |               |                         |                         |                  |                  |        |
| Valentina Moscatt | bis 48 kg  | N.T. Van      | 000s2:000s1 | ausgeschieden | ausgeschieden    | ausgeschieden      | ausgeschieden | ausgeschieden           | ausgeschieden           | ausgeschieden    | ausgeschieden    | 17     |
| Odette Giuffrida  | bis 52 kg  | Freilos       | Freilos     | M. Kräh       | 001s3:000s1      | A. Chițu           | 001s2:000s0   | Y. Ma                   | 000s0:000s1             | M. Kelmendi      | 000s0:001s1      | Silber |
| Edwige Gwend      | bis 63 kg  | M. Hermansson | 101s1:000s0 | T. Trstenjak  | 000s2:000s0      | ausgeschieden      | ausgeschieden | ausgeschieden           | ausgeschieden           | ausgeschieden    | ausgeschieden    | 9      |
| Männer            |            |               |             |               |                  |                    |               |                         |                         |                  |                  |        |
| Elios Manzi       | bis 60 kg  | W.-j. Kim     | 000s1:001s3 | ausgeschieden | ausgeschieden    | ausgeschieden      | ausgeschieden | ausgeschieden           | ausgeschieden           | ausgeschieden    | ausgeschieden    | 17     |
| Fabio Basile      | bis 66 kg  | S. Seidl      | 100s0:000s0 | N. Şıxəlizadə | 110s1:000s1      | Dawaadordschiin T. | 100s1:000s0   | A. Gomboc               | 000s0:000s2             | An B.-u.         | 100s0:000s0      | Gold   |
| Matteo Marconcini | bis 81 kg  | J. Bottieau   | 000s0:000s1 | V. Duminica   | 110s1:010s1 (GS) | A. Tschrikischwili | 000s1:011s2   | I. Iwanow               | 100s0:000s0 (GS)        | S. Toma          | 000s0:100s0      | 5      |

### Kanu

#### Kanurennsport
| Athleten                                                        | Wettbewerb | Vorlauf      | Vorlauf | Halbfinale    | Halbfinale    | Finale        | Finale        | Rang          |
| Athleten                                                        | Wettbewerb | Zeit         | Rang    | Zeit          | Rang          | Zeit          | Rang          | Rang          |
| --------------------------------------------------------------- | ---------- | ------------ | ------- | ------------- | ------------- | ------------- | ------------- | ------------- |
| Männer                                                          |            |              |         |               |               |               |               |               |
| Manfredi Rizza                                                  | K-1 200 m  | 34,726 s     | 2       | 34,686 s      | 3             | 36,000 s      | 5             | 5             |
| Mauro Crenna Alberto Ricchetti                                  | K-2 200 m  | 34,000 s     | 7       | 34,318 s      | 5             | 35,516 s      | 5             | 13            |
| Alberto Ricchetti                                               | K-1 1000 m | 3:37,610 min | 6       | ausgeschieden | ausgeschieden | ausgeschieden | ausgeschieden | ausgeschieden |
| Giulio Dressino Nicola Ripamonti                                | K-2 1000 m | 3:30,429 min | 5       | 3:17,942 min  | 2             | 3:14,883 min  | 6             | 6             |
| Mauro Crenna Giulio Dressino Alberto Ricchetti Nicola Ripamonti | K-4 1000 m | 3:10,266 min | 7       | 3:03,868 min  | 5             | 3:14,399 min  | 6             | 14            |
| Carlo Tacchini                                                  | C-1 200 m  | 41,368 s     | 3       | 41,468 s      | 4             | 40,733 s      | 7             | 15            |
| Carlo Tacchini                                                  | C-1 1000 m | 4:04,697 min | 4       | 4:02,461 min  | 2             | 4:15,368 min  | 8             | 8             |

#### Kanuslalom
| Athleten            | Wettbewerb | Vorlauf | Vorlauf | Halbfinale | Halbfinale | Finale   | Finale | Rang |
| Athleten            | Wettbewerb | Zeit    | Rang    | Zeit       | Rang       | Zeit     | Rang   | Rang |
| ------------------- | ---------- | ------- | ------- | ---------- | ---------- | -------- | ------ | ---- |
| Frauen              |            |         |         |            |            |          |        |      |
| Stefanie Horn       | K-1        | 99,07 s | 1       | 108,30 s   | 8          | 107,22 s | 8      | 8    |
| Männer              |            |         |         |            |            |          |        |      |
| Giovanni De Gennaro | K-1        | 86,85 s | 1       | 95,59 s    | 9          | 91,77 s  | 7      | 7    |

### Leichtathletik
Laufen und Gehen 
| Athleten | Wettbewerb        | Runde 1     | Runde 1 | Halbfinale    | Halbfinale    | Finale          | Finale          | Rang |
| Athleten | Wettbewerb        | Zeit        | Rang    | Zeit          | Rang          | Zeit            | Rang            | Rang |
| --- | ----------------- | ----------- | ------- | ------------- | ------------- | --------------- | --------------- | ---- |
| Frauen |                   |             |         |               |               |                 |                 |      |
| Gloria Hooper                                                                                                | 200 m             | 23,05 s     | 33      | ausgeschieden | ausgeschieden | ausgeschieden   | ausgeschieden   | 33   |
| Maria Benedicta Chigbolu                                                                                     | 400 m             | 52,06 s     | 26      | ausgeschieden | ausgeschieden | ausgeschieden   | ausgeschieden   | 26   |
| Libania Grenot                                                                                               | 400 m             | 51,17 s     | 5       | 50,60 s       | 6             | 51,25 s         | 8               | 8    |
| Yusneysi Santiusti                                                                                           | 800 m             | 2:00,45 min | 24      | 2:00,80 min   | 18            | ausgeschieden   | ausgeschieden   | 18   |
| Margherita Magnani                                                                                           | 1500 m            | 4:09,74 min | 21      | ausgeschieden | ausgeschieden | ausgeschieden   | ausgeschieden   | 21   |
| Veronica Inglese                                                                                             | 10.000 m          | –           | –       | –             | –             | 32:11,67 h      | 30              | 30   |
| Catherine Bertone                                                                                            | Marathon          | –           | –       | –             | –             | 2:33,29 h       | 25              | 25   |
| Anna Incerti                                                                                                 | Marathon          | –           | –       | –             | –             | nicht beendet   | nicht beendet   | –    |
| Valeria Straneo                                                                                              | Marathon          | –           | –       | –             | –             | 2:29,44 h       | 13              | 13   |
| Eleonora Giorgi                                                                                              | 20 km Gehen       | –           | –       | –             | –             | disqualifiziert | disqualifiziert | –    |
| Antonella Palmisano                                                                                          | 20 km Gehen       | –           | –       | –             | –             | 1:29:03 h       | 4               | 4    |
| Elisa Rigaudo                                                                                                | 20 km Gehen       | –           | –       | –             | –             | 1:31:04 h       | 11              | 11   |
| Marzia Caravelli                                                                                             | 400 m Hürden      | 57,77 s     | 37      | ausgeschieden | ausgeschieden | ausgeschieden   | ausgeschieden   | 37   |
| Ayomide Folorunso                                                                                            | 400 m Hürden      | 55,78 s     | 9       | 56,37 s       | 19            | ausgeschieden   | ausgeschieden   | 19   |
| Yadisleidy Pedroso                                                                                           | 400 m Hürden      | 55,91 s     | 11      | 55,78 s       | 12            | ausgeschieden   | ausgeschieden   | 12   |
| Chiara Bazzoni Elena Maria Bonfanti Maria Benedicta Chigbolu Libania Grenot Marta Milani Maria Enrica Spacca | 4 × 400-m-Staffel | 3:25,16 min | 6       | –             | –             | 3:27,05 min     | 6               | 6    |
| Männer |                   |             |         |               |               |                 |                 |      |
| Eseosa Desalu                                                                                                | 200 m             | 20,65 s     | 49      | ausgeschieden | ausgeschieden | ausgeschieden   | ausgeschieden   | 49   |
| Matteo Galvan                                                                                                | 200 m             | 20,58 s     | 40      | 20,88 s       | 24            | ausgeschieden   | ausgeschieden   | 24   |
| Davide Manenti                                                                                               | 200 m             | 20,51 s     | 34      | ausgeschieden | ausgeschieden | ausgeschieden   | ausgeschieden   | 34   |
| Matteo Galvan                                                                                                | 400 m             | 46,07 s     | 34      | ausgeschieden | ausgeschieden | ausgeschieden   | ausgeschieden   | 34   |
| Giordano Benedetti                                                                                           | 800 m             | 1:49,40 min | 42      | 1:46,41 min   | 20            | ausgeschieden   | ausgeschieden   | 20   |
| Stefano La Rosa                                                                                              | Marathon          | –           | –       | –             | –             | 2:18:57 h       | 57              | 57   |
| Daniele Meucci                                                                                               | Marathon          | –           | –       | –             | –             | nicht beendet   | nicht beendet   | –    |
| Ruggero Pertile                                                                                              | Marathon          | –           | –       | –             | –             | 2:17:30 h       | 38              | 38   |
| Matteo Giupponi                                                                                              | 20 km Gehen       | –           | –       | –             | –             | 1:20:27 h       | 8               | 8    |
| Teodorico Caporaso                                                                                           | 50 km Gehen       | –           | –       | –             | –             | disqualifiziert | disqualifiziert | –    |
| Marco De Luca                                                                                                | 50 km Gehen       | –           | –       | –             | –             | 3:54:40 h       | 21              | 21   |
| Matteo Giupponi                                                                                              | 50 km Gehen       | –           | –       | –             | –             | nicht beendet   | nicht beendet   | –    |
| Abdoullah Bamoussa                                                                                           | 3000 m Hindernis  | 8:42,81 min | 34      | –             | –             | ausgeschieden   | ausgeschieden   | 34   |
| Yuri Floriani                                                                                                | 3000 m Hindernis  | 8:40,80 min | 32      | –             | –             | ausgeschieden   | ausgeschieden   | 32   |

 Springen und Werfen 
| Athleten        | Wettbewerb     | Qualifikation         | Qualifikation         | Finale        | Finale        | Rang |
| Athleten        | Wettbewerb     | Weite/Höhe            | Rang                  | Weite/Höhe    | Rang          | Rang |
| --------------- | -------------- | --------------------- | --------------------- | ------------- | ------------- | ---- |
| Frauen          |                |                       |                       |               |               |      |
| Desirée Rossit  | Hochsprung     | 1,94 m                | 15                    | 1,88 m        | 16            | 16   |
| Alessia Trost   | Hochsprung     | 1,94 m                | 7                     | 1,93 m        | 5             | 5    |
| Sonia Malavisi  | Stabhochsprung | 4,45 m                | 21                    | ausgeschieden | ausgeschieden | 21   |
| Dariya Derkach  | Dreisprung     | 13,56 m               | 28                    | ausgeschieden | ausgeschieden | 28   |
| Männer          |                |                       |                       |               |               |      |
| Silvano Chesani | Hochsprung     | 2,22 m                | 33                    | ausgeschieden | ausgeschieden | 33   |
| Fabrizio Donato | Dreisprung     | 16,54 m               | 17                    | ausgeschieden | ausgeschieden | 17   |
| Marco Lingua    | Hammerwurf     | ohne gültigen Versuch | ohne gültigen Versuch | ausgeschieden | ausgeschieden | –    |

### Moderner Fünfkampf
| Athleten          | Fechten | Fechten | Schwimmen   | Schwimmen | Reiten | Reiten | Combined     | Combined | Punkte | Rang |
| Athleten          | Bilanz  | Punkte  | Zeit        | Punkte    | Zeit   | Punkte | Zeit         | Punkte   | Punkte | Rang |
| ----------------- | ------- | ------- | ----------- | --------- | ------ | ------ | ------------ | -------- | ------ | ---- |
| Frauen            |         |         |             |           |        |        |              |          |        |      |
| Claudia Cesarini  | 17:18   | 205     | 2:20,85 min | 278       | 39     | 261    | 13:04,34 min | 516      | 1260   | 23   |
| Alice Sotero      | 20:15   | 221     | 2:12,63 min | 303       | 21     | 279    | 13:00,47 min | 520      | 1323   | 7    |
| Männer            |         |         |             |           |        |        |              |          |        |      |
| Riccardo De Luca  | 20:15   | 222     | 2:09,36 min | 312       | 0      | 300    | 11:07,23 min | 633      | 1467   | 5    |
| Pierpaolo Petroni | 13:22   | 179     | 2:05,51 min | 324       | 7      | 293    | 11:39,60 min | 601      | 1397   | 24   |

### Radsport

#### Bahn
| Athleten                                                                                                | Wettbewerb            | Qualifikation | Qualifikation | Finals       | Finals | Rang |
| Athleten                                                                                                | Wettbewerb            | Zeit          | Rang          | Zeit         | Rang   | Rang |
| --- | --------------------- | ------------- | ------------- | ------------ | ------ | ---- |
| Frauen                                                                                                  |                       |               |               |              |        |      |
| Beatrice Bartelloni Simona Frapporti Francesca Pattaro Silvia Valsecchi Ersatzfahrerin: Tatiana Guderzo | Mannschaftsverfolgung | 4:25,543 min  | 7             | 4:28,368 min | 6      | 6    |
| Männer                                                                                                  |                       |               |               |              |        |      |
| Liam Bertazzo Simone Consonni Filippo Ganna Francesco Lamon                                             | Mannschaftsverfolgung | 3:59,708 min  | 5             | 4:02,360 min | 6      | 6    |

Omnium
| Männer       |   |    |   |    |   |    |   |    |   |    |   |    |     |      |
| Elia Viviani | 7 | 28 | 3 | 36 | 1 | 40 | 3 | 36 | 2 | 38 | 5 | 29 | 207 | Gold |

#### Straße
| Athleten             | Wettbewerb    | Zeit      | Rang   |
| -------------------- | ------------- | --------- | ------ |
| Frauen               |               |           |        |
| Giorgia Bronzini     | Straßenrennen | 4:01:33 h | 42     |
| Elena Cecchini       | Straßenrennen | 3:56:34 h | 20     |
| Tatiana Guderzo      | Straßenrennen | 3:53:46 h | 14     |
| Elisa Longo Borghini | Straßenrennen | 3:51:27 h | Bronze |
| Männer               |               |           |        |
| Fabio Aru            | Straßenrennen | 6:10:27 h | 6      |
| Damiano Caruso       | Straßenrennen | 6:22:23 h | 40     |
| Alessandro De Marchi | Straßenrennen | 6:30:10 h | 63     |
| Vincenzo Nibali      | Straßenrennen | DNF       | DNF    |
| Diego Rosa           | Straßenrennen | DNF       | DNF    |

#### Mountainbike
| Athleten              | Wettbewerb    | Zeit      | Rang |
| --------------------- | ------------- | --------- | ---- |
| Frauen                |               |           |      |
| Eva Lechner           | Cross-Country | 1:38:45 h | 18   |
| Männer                |               |           |      |
| Luca Braidot          | Cross-Country | 1:36:25 h | 7    |
| Marco Aurelio Fontana | Cross-Country | 1:40:25 h | 20   |
| Andrea Tiberi         | Cross-Country | 1:39:33 h | 19   |

### Reiten
| Dressur                      |            |         |      |
| Athleten                     | Wettbewerb | Prozent | Rang |
| Valentina Truppa mit Chablis | Einzel     | 65,971  | 52   |

| Springen                     |            |                  |               |               |              |              |      |
| Athleten                     | Wettbewerb | Strafpunkte      | Strafpunkte   | Strafpunkte   | Strafpunkte  | Strafpunkte  | Rang |
| Athleten                     | Wettbewerb | 1. Qualifikation | Nationenpreis | Nationenpreis | Einzelfinale | Einzelfinale | Rang |
| Athleten                     | Wettbewerb | 1. Qualifikation | 1. Umlauf     | 2. Umlauf     | 1. Umlauf    | 2. Umlauf    | Rang |
| Emanuele Gaudiano mit Caspar | Einzel     | (27)             | –             | –             | –            | –            | 67   |

| Vielseitigkeit |            |                     |                     |          |                    |        |    |
| Athleten | Wettbewerb | Minuspunkte Dressur | Minuspunkte Gelände | Springen | Minuspunkte Gesamt | Rang   |    |
| Stefano Brecciaroli mit Apollo van de Wendi Kurt Hoeve                                                                                                   | Einzel     | 41,90               | E                   | –        | –                  | –      | –  |
| Luca Roman mit Castlewoods Jake | Einzel     | 50,80               | 71,60               | 16,00    | –                  | –      | 40 |
| Pietro Roman mit Barraduff | Einzel     | 48,20               | 20,00               | 14,00    | 4,00               | 86,20  | 23 |
| Arianna Schivo mit Quefira de l'Ormeau | Einzel     | 55,00               | 50,40               | 4,00     | –                  | –      | 34 |
| Stefano Brecciaroli mit Apollo van de Wendi Kurt Hoeve Luca Roman mit Castlewoods Jake Pietro Roman mit Barraduff Arianna Schivo mit Quefira de l'Ormeau | Mannschaft | 140,90              | 142,00              | 34,00    | 34,00              | 330,00 | 9  |

### Ringen
| Athleten                         | Wettbewerb       | 1. Runde         | 1. Runde | Achtelfinale   | Achtelfinale  | Viertelfinale       | Viertelfinale | Halbfinale     | Halbfinale    | Hoffnungsrunde Viertelfinale | Hoffnungsrunde Viertelfinale | Hoffnungsrunde Halbfinale | Hoffnungsrunde Halbfinale | Hoffnungsrunde Finale | Hoffnungsrunde Finale | Finale         | Finale        | Rang   |
| Athleten                         | Wettbewerb       | Gegner           | Ergebnis | Gegner         | Ergebnis      | Gegner              | Ergebnis      | Gegner         | Ergebnis      | Gegner                       | Ergebnis                     | Gegner                    | Ergebnis                  | Gegner                | Ergebnis              | Gegner         | Ergebnis      | Rang   |
| -------------------------------- | ---------------- | ---------------- | -------- | -------------- | ------------- | ------------------- | ------------- | -------------- | ------------- | ---------------------------- | ---------------------------- | ------------------------- | ------------------------- | --------------------- | --------------------- | -------------- | ------------- | ------ |
| griechisch-römischer Stil Männer |                  |                  |          |                |               |                     |               |                |               |                              |                              |                           |                           |                       |                       |                |               |        |
| Daigoro Timoncini                | Klasse bis 98 kg | Artur Aleksanjan | 1:3      | ausgeschieden  | ausgeschieden | ausgeschieden       | ausgeschieden | ausgeschieden  | ausgeschieden | Freilos                      | Freilos                      | Alin Alexuc-Ciurariu      | 0:3                       | ausgeschieden         | ausgeschieden         | ausgeschieden  | ausgeschieden | 12     |
| Freistil Männer                  |                  |                  |          |                |               |                     |               |                |               |                              |                              |                           |                           |                       |                       |                |               |        |
| Frank Chamizo                    | Klasse bis 65 kg | Freilos          | Freilos  | Dawit Safarjan | 3:1           | Surab Iakobaschwili | 3:1           | Toğrul Əsgərov | 1:3           | –                            | –                            | –                         | –                         | –                     | –                     | Frank Molinaro | 3:1           | Bronze |

### Rudern
| Athleten | Wettbewerb                            | Vorlauf     | Vorlauf | Vorlauf       | Hoffnungslauf | Hoffnungslauf | Hoffnungslauf | Halbfinale  | Halbfinale | Halbfinale    | Finale      | Finale | Rang   |
| Athleten | Wettbewerb                            | Zeit        | Platz   | Qualifikation | Zeit          | Platz         | Qualifikation | Zeit        | Platz      | Qualifikation | Zeit        | Platz  | Rang   |
| --- | ------------------------------------- | ----------- | ------- | ------------- | ------------- | ------------- | ------------- | ----------- | ---------- | ------------- | ----------- | ------ | ------ |
| Frauen |                                       |             |         |               |               |               |               |             |            |               |             |        |        |
| Alessandra Patelli Sara Bertolasi | Zweier ohne Steuerfrau                | 7:13,06 min | 4       | Hoffnungslauf | 7:58,89 min   | 2             | Halbfinale    | 7:45,44 min | 6          | B-Finale      | 7:24,51 min | 5      | 11     |
| Valentina Rodini Laura Milani | Leichtgewichts-Doppelzweier           | 7:09,12 min | 4       | Hoffnungslauf | 8:03,03 min   | 3             | Halbfinale C  | 8:11,21 min | 1          | C-Finale      | 7:36,64 min | 1      | 13     |
| Männer |                                       |             |         |               |               |               |               |             |            |               |             |        |        |
| Giovanni Abagnale Marco Di Costanzo | Zweier ohne Steuermann                | 6:46,04 min | 2       | Halbfinale    | –             | –             | –             | 6:24,96 min | 1          | Finale        | 7:04,52 min | 3      | Bronze |
| Romano Battisti Francesco Fossi | Doppelzweier                          | 6:42,33 min | 3       | Halbfinale    | –             | –             | –             | 6:15,24 min | 2          | Finale        | 6:57,10 min | 4      | 4      |
| Marcello Miani Andrea Micheletti | Leichtgewichts-Doppelzweier           | 6:24,10 min | 2       | Halbfinale    | –             | –             | –             | 6:40,45 min | 4          | B-Finale      | 6:29,52 min | 2      | 8      |
| Matteo Castaldo Matteo Lodo Domenico Montrone Giuseppe Vicino                                                                                          | Vierer ohne Steuermann                | 5:56,01 min | 1       | Halbfinale    | –             | –             | –             | 6:16,54 min | 3          | Finale        | 6:03,85 min | 3      | Bronze |
| Martino Goretti Livio La Padula Stefano Oppo Pietro Ruta                                                                                               | Leichtgewichts-Vierer ohne Steuermann | 6:03,26 min | 1       | Halbfinale    | –             | –             | –             | 6:06,56 min | 1          | Finale        | 6:25,52 min | 4      | 4      |
| Vincenzo Capelli Luca Agamennoni Simone Venier Matteo Stefanini Pierpaolo Frattini Mario Paonessa Fabio Infimo Emanuele Liuzzi Enrico D’Aniello (Stm.) | Achter                                | 5:52,83 min | 4       | Hoffnungslauf | 6:05,12 min   | 5             | –             | –           | –          | –             | –           | –      | 7      |

### Schießen
| Athleten          | Wettbewerb                               | Qualifikation   | Qualifikation | Halbfinale      | Halbfinale    | Finale          | Finale        | Ringe/ Scheiben | Rang   |
| Athleten          | Wettbewerb                               | Ringe/ Scheiben | Rang          | Ringe/ Scheiben | Rang          | Ringe/ Scheiben | Rang          | Ringe/ Scheiben | Rang   |
| ----------------- | ---------------------------------------- | --------------- | ------------- | --------------- | ------------- | --------------- | ------------- | --------------- | ------ |
| Frauen            |                                          |                 |               |                 |               |                 |               |                 |        |
| Petra Zublasing   | Luftgewehr 10 Meter                      | 411,6           | 34            | –               | –             | ausgeschieden   | ausgeschieden | 411,6           | 34     |
| Petra Zublasing   | Kleinkaliber Dreistellungskampf 50 Meter | 589             | 1             | –               | –             | 437,7           | 4             | 1026,7          | 4      |
| Jessica Rossi     | Trap                                     | 69              | 2             | 10              | 6             | ausgeschieden   | ausgeschieden | 79              | 6      |
| Diana Bacosi      | Skeet                                    | 72              | 3             | 15              | 2             | 15              | 1             | 102             | Gold   |
| Chiara Cainero    | Skeet                                    | 70              | 4             | 16              | 1             | 14              | 2             | 100             | Silber |
| Männer            |                                          |                 |               |                 |               |                 |               |                 |        |
| Giuseppe Giordano | Luftpistole 10 Meter                     | 580             | 5             | –               | –             | 118,4           | 6             | 698,4           | 6      |
| Riccardo Mazzetti | Schnellfeuerpistole 25 Meter             | 586             | 4             | –               | –             | 10              | 6             | 596             | 6      |
| Giuseppe Giordano | Freie Pistole 50 Meter                   | 547             | 26            | –               | –             | ausgeschieden   | ausgeschieden | 547             | 26     |
| Niccolò Campriani | Luftgewehr 10 Meter                      | 630,2           | 1             | –               | –             | 206,1           | 1             | 836,3           | Gold   |
| Marco De Nicolo   | Luftgewehr 10 Meter                      | 620,5           | 30            | –               | –             | ausgeschieden   | ausgeschieden | 620,5           | 30     |
| Niccolò Campriani | Kleinkaliber Dreistellungskampf 50 Meter | 1174            | 8             | –               | –             | 458,8           | 1             | 1632,8          | Gold   |
| Marco De Nicolo   | Kleinkaliber Dreistellungskampf 50 Meter | 1168            | 27            | –               | –             | ausgeschieden   | ausgeschieden | 1168            | 27     |
| Niccolò Campriani | Kleinkaliber liegend 50 Meter            | 625,3           | 6             | –               | –             | 102,8           | 7             | 728,1           | 7      |
| Marco De Nicolo   | Kleinkaliber liegend 50 Meter            | 626,0           | 5             | –               | –             | 123,6           | 6             | 749,6           | 6      |
| Massimo Fabbrizi  | Trap                                     | 118             | 6             | 11              | 6             | ausgeschieden   | ausgeschieden | 129             | 6      |
| Giovanni Pellielo | Trap                                     | 122             | 1             | 14              | 2             | 13 (+3)         | 2             | 152             | Silber |
| Antonino Barillà  | Doppeltrap                               | 125             | 16            | ausgeschieden   | ausgeschieden | ausgeschieden   | ausgeschieden | 125             | 16     |
| Marco Innocenti   | Doppeltrap                               | 136             | 5             | 27              | 2             | 24              | 2             | 187             | Silber |
| Luigi Lodde       | Skeet                                    | 116             | 24            | ausgeschieden   | ausgeschieden | ausgeschieden   | ausgeschieden | 116             | 24     |
| Gabriele Rossetti | Skeet                                    | 121             | 5             | 16              | 1             | 16              | 1             | 153             | Gold   |

### Schwimmen
| Athleten                                                                                       | Wettbewerb          | Vorlauf         | Vorlauf         | Halbfinale      | Halbfinale      | Finale          | Finale          | Rang            |
| Athleten                                                                                       | Wettbewerb          | Zeit            | Rang            | Zeit            | Rang            | Zeit            | Rang            | Rang            |
| ---------------------------------------------------------------------------------------------- | ------------------- | --------------- | --------------- | --------------- | --------------- | --------------- | --------------- | --------------- |
| Frauen                                                                                         |                     |                 |                 |                 |                 |                 |                 |                 |
| Silvia Di Pietro                                                                               | 50 m Freistil       | 24,89 s         | 17              | ausgeschieden   | ausgeschieden   | ausgeschieden   | ausgeschieden   | 17              |
| Erika Ferraioli                                                                                | 50 m Freistil       | 25,40 s         | 34              | ausgeschieden   | ausgeschieden   | ausgeschieden   | ausgeschieden   | 34              |
| Erika Ferraioli                                                                                | 100 m Freistil      | 55,20 s         | 26              | ausgeschieden   | ausgeschieden   | ausgeschieden   | ausgeschieden   | 26              |
| Federica Pellegrini                                                                            | 100 m Freistil      | nicht gestartet | nicht gestartet | nicht gestartet | nicht gestartet | nicht gestartet | nicht gestartet | nicht gestartet |
| Alice Mizzau                                                                                   | 200 m Freistil      | 1:59,16 min     | 24              | ausgeschieden   | ausgeschieden   | ausgeschieden   | ausgeschieden   | 24              |
| Federica Pellegrini                                                                            | 200 m Freistil      | 1:56,37 min     | 5               | 1:55,42 min     | 3               | 1:55,18 min     | 4               | 4               |
| Diletta Carli                                                                                  | 400 m Freistil      | 4:17,15 min     | 27              | –               | –               | ausgeschieden   | ausgeschieden   | 27              |
| Alice Mizzau                                                                                   | 400 m Freistil      | 4:14,20 min     | 22              | –               | –               | ausgeschieden   | ausgeschieden   | 22              |
| Martina De Memme                                                                               | 800 m Freistil      | nicht gestartet | nicht gestartet | nicht gestartet | nicht gestartet | nicht gestartet | nicht gestartet | nicht gestartet |
| Ilaria Bianchi                                                                                 | 100 m Schmetterling | 59,48 s         | 20              | ausgeschieden   | ausgeschieden   | ausgeschieden   | ausgeschieden   | 20              |
| Stefania Pirozzi                                                                               | 200 m Schmetterling | 2:09,40 min     | 17              | ausgeschieden   | ausgeschieden   | ausgeschieden   | ausgeschieden   | 17              |
| Alessia Polieri                                                                                | 200 m Schmetterling | 2:08,95 min     | 15              | 2:09,35 min     | 14              | ausgeschieden   | ausgeschieden   | 14              |
| Martina Carraro                                                                                | 100 m Brust         | 1:07,56 min     | 20              | ausgeschieden   | ausgeschieden   | ausgeschieden   | ausgeschieden   | 20              |
| Arianna Castiglioni                                                                            | 100 m Brust         | 1:07,32 min     | 17              | ausgeschieden   | ausgeschieden   | ausgeschieden   | ausgeschieden   | 17              |
| Margherita Panziera                                                                            | 200 m Rücken        | 2:10,92 min     | 17              | ausgeschieden   | ausgeschieden   | ausgeschieden   | ausgeschieden   | 17              |
| Sara Franceschi                                                                                | 200 m Lagen         | 2:15,61 min     | 28              | ausgeschieden   | ausgeschieden   | ausgeschieden   | ausgeschieden   | 28              |
| Luisa Trombetti                                                                                | 200 m Lagen         | 2:14,66 min     | 22              | ausgeschieden   | ausgeschieden   | ausgeschieden   | ausgeschieden   | 22              |
| Sara Franceschi                                                                                | 400 m Lagen         | 4:48,48 min     | 30              | –               | –               | ausgeschieden   | ausgeschieden   | 30              |
| Luisa Trombetti                                                                                | 400 m Lagen         | 4:45,52 min     | 26              | –               | –               | ausgeschieden   | ausgeschieden   | 26              |
| Silvia Di Pietro Erika Ferraioli Laura Letrari Alice Mizzau Federica Pellegrini Aglaia Pezzato | 4 × 100 m Freistil  | 3:35,90 min     | 4               | –               | –               | 3:36,78 min     | 6               | 6               |
| Diletta Carli Martina De Memme Chiara Masini Luccetti Alice Mizzau Federica Pellegrini         | 4 × 200 m Freistil  | 7:57,74 min     | 13              | –               | –               | ausgeschieden   | ausgeschieden   | 13              |
| Ilaria Bianchi Arianna Castiglioni Federica Pellegrini Carlotta Zofkova                        | 4 × 100 m Lagen     | 3:59,09 min     | 7               | –               | –               | 3:59,50 min     | 8               | 8               |
| Rachele Bruni                                                                                  | 10 km Freiwasser    | –               | –               | –               | –               | 1:56:49,5 h     | 2               | Silber          |
| Männer                                                                                         |                     |                 |                 |                 |                 |                 |                 |                 |
| Federico Bocchia                                                                               | 50 m Freistil       | 22,54 s         | 37              | ausgeschieden   | ausgeschieden   | ausgeschieden   | ausgeschieden   | 37              |
| Luca Dotto                                                                                     | 50 m Freistil       | 21,87 s         | 9               | 21,84 s         | 9               | ausgeschieden   | ausgeschieden   | 9               |
| Luca Dotto                                                                                     | 100 m Freistil      | 48,47 s         | 10              | 48,49 s         | 12              | ausgeschieden   | ausgeschieden   | 12              |
| Filippo Magnini                                                                                | 100 m Freistil      | 49,40 s         | 37              | ausgeschieden   | ausgeschieden   | ausgeschieden   | ausgeschieden   | 37              |
| Marco Belotti                                                                                  | 200 m Freistil      | 1:48,71 min     | 33              | ausgeschieden   | ausgeschieden   | ausgeschieden   | ausgeschieden   | 33              |
| Andrea Mitchell D’Arrigo                                                                       | 200 m Freistil      | 1:47,46 min     | 23              | ausgeschieden   | ausgeschieden   | ausgeschieden   | ausgeschieden   | 23              |
| Gabriele Detti                                                                                 | 400 m Freistil      | 3:43,94 min     | 3               | –               | –               | 3:43,49 min     | 3               | Bronze          |
| Gabriele Detti                                                                                 | 1500 m Freistil     | 14:48,68 min    | 5               | –               | –               | 14:40,86 min    | 3               | Bronze          |
| Gregorio Paltrinieri                                                                           | 1500 m Freistil     | 14:44,51 min    | 1               | –               | –               | 14:34,57 min    | 1               | Gold            |
| Piero Codia                                                                                    | 100 m Schmetterling | 51,72 s         | 6               | 51,82 s         | 11              | ausgeschieden   | ausgeschieden   | 11              |
| Matteo Rivolta                                                                                 | 100 m Schmetterling | 52,67 s         | 25              | ausgeschieden   | ausgeschieden   | ausgeschieden   | ausgeschieden   | 25              |
| Andrea Toniato                                                                                 | 100 m Brust         | 1:00,45 min     | 22              | ausgeschieden   | ausgeschieden   | ausgeschieden   | ausgeschieden   | 22              |
| Luca Pizzini                                                                                   | 200 m Brust         | 2:11,26 min     | 16              | 2:11,53 min     | 14              | ausgeschieden   | ausgeschieden   | 14              |
| Simone Sabbioni                                                                                | 100 m Rücken        | 54,91 s         | 28              | ausgeschieden   | ausgeschieden   | ausgeschieden   | ausgeschieden   | 28              |
| Federico Turrini                                                                               | 200 m Lagen         | nicht gestartet | nicht gestartet | nicht gestartet | nicht gestartet | nicht gestartet | nicht gestartet | nicht gestartet |
| Luca Marin                                                                                     | 400 m Lagen         | 4:17,88 min     | 16              | –               | –               | ausgeschieden   | ausgeschieden   | 16              |
| Federico Turrini                                                                               | 400 m Lagen         | 4:18,39 min     | 20              | –               | –               | ausgeschieden   | ausgeschieden   | 20              |
| Luca Dotto Luca Leonardi Filippo Magnini Marco Orsi Michele Santucci                           | 4 × 100 m Freistil  | 3:14,22 min     | 9               | –               | –               | ausgeschieden   | ausgeschieden   | 9               |
| Marco Belotti Andrea Mitchell D’Arrigo Gabriele Detti Alex Di Giorgio                          | 4 × 200 m Freistil  | 7:09,20 min     | 9               | –               | –               | ausgeschieden   | ausgeschieden   | 9               |
| Luca Dotto Simone Sabbioni Matteo Rivolta Andrea Toniato                                       | 4 × 100 m Lagen     | 3:34,85 min     | 11              | –               | –               | ausgeschieden   | ausgeschieden   | 11              |
| Simone Ruffini                                                                                 | 10 km Freiwasser    | –               | –               | –               | –               | 1:53:03,5 h     | 6               | 6               |
| Federico Vanelli                                                                               | 10 km Freiwasser    | –               | –               | –               | –               | 1:53:03,9 h     | 7               | 7               |

### Segeln
Fleet Race
| Athleten                        | Wettbewerb      | Qualifikation | Qualifikation | Medal Race    | Medal Race    | Punkte | Rang |
| Athleten                        | Wettbewerb      | Punkte        | Rang          | Punkte        | Rang          | Punkte | Rang |
| ------------------------------- | --------------- | ------------- | ------------- | ------------- | ------------- | ------ | ---- |
| Frauen                          |                 |               |               |               |               |        |      |
| Flavia Tartaglini               | Windsurfen RS:X | 55            | 1             | 16            | 8             | 71     | 6    |
| Silvia Zennaro                  | Laser Radial    | 163           | 22            | ausgeschieden | ausgeschieden | 163    | 22   |
| Francesca Clapcich Giulia Conti | 49er FX         | 76            | 6             | 6             | 3             | 82     | 5    |
| Elena Berta Alice Sinno         | 470er           | 135           | 19            | ausgeschieden | ausgeschieden | 135    | 19   |
| Männer                          |                 |               |               |               |               |        |      |
| Mattia Camboni                  | Windsurfen RS:X | 117           | 8             | 20            | 10            | 137    | 10   |
| Francesco Marrai                | Laser           | 109           | 12            | ausgeschieden | ausgeschieden | 109    | 12   |
| Giorgio Poggi                   | Finn Dinghy     | 111           | 18            | ausgeschieden | ausgeschieden | 111    | 18   |
| Ruggero Tita Pietro Zucchetti   | 49er            | 120           | 14            | ausgeschieden | ausgeschieden | 120    | 14   |
| Mixed                           |                 |               |               |               |               |        |      |
| Vittorio Bissaro Silvia Sicouri | Nacra 17        | 71            | 2             | 14            | 7             | 85     | 5    |

### Turnen

#### Gerätturnen
| Athleten                                                                       | Wettbewerb           | Qualifikation | Qualifikation | Finale        | Finale        | Rang |
| Athleten                                                                       | Wettbewerb           | Punkte        | Rang          | Punkte        | Rang          | Rang |
| ------------------------------------------------------------------------------ | -------------------- | ------------- | ------------- | ------------- | ------------- | ---- |
| Frauen                                                                         |                      |               |               |               |               |      |
| Vanessa Ferrari                                                                | Boden                | 14,866        | 3             | 14,766        | 4             | 4    |
| Erika Fasana                                                                   | Boden                | 14,333        | 10            | 14,533        | 6             | 6    |
| Carlotta Ferlito                                                               | Mehrkampf Einzel     | 55,599        | 22            | 56,958        | 12            | 12   |
| Vanessa Ferrari                                                                | Mehrkampf Einzel     | 55,265        | 24            | 56,541        | 16            | 16   |
| Erika Fasana Carlotta Ferlito Vanessa Ferrari Elisa Meneghini Martina Rizzelli | Mehrkampf Mannschaft | 169,396       | 10            | ausgeschieden | ausgeschieden | 10   |
| Männer                                                                         |                      |               |               |               |               |      |
| Ludovico Edalli                                                                | Mehrkampf Einzel     | 81,798        | 44            | ausgeschieden | ausgeschieden | 44   |

#### Rhythmische Sportgymnastik
| Athletinnen                                                                    | Wettbewerb           | Qualifikation | Qualifikation | Finale        | Finale        | Rang |
| Athletinnen                                                                    | Wettbewerb           | Punkte        | Rang          | Punkte        | Rang          | Rang |
| ------------------------------------------------------------------------------ | -------------------- | ------------- | ------------- | ------------- | ------------- | ---- |
| Frauen                                                                         |                      |               |               |               |               |      |
| Veronica Bertolini                                                             | Mehrkampf Einzel     | 68,007        | 19            | ausgeschieden | ausgeschieden | 19   |
| Martina Centofanti Sofia Lodi Alessia Maurelli Marta Pagnini Camilla Patriarca | Mehrkampf Mannschaft | 35,349        | 4             | 35,549        | 4             | 4    |

### Synchronschwimmen
| Athletinnen | Wettbewerb | Qualifikation     | Qualifikation     | Qualifikation  | Qualifikation  | Qualifikation | Qualifikation | Finale         | Finale         | Finale           | Finale           |
| Athletinnen | Wettbewerb | Technische Kür TK | Technische Kür TK | Freie Kür FK-Q | Freie Kür FK-Q | Gesamt        | Gesamt        | Freie Kür FK-F | Freie Kür FK-F | Gesamt TK + FK-F | Gesamt TK + FK-F |
| Athletinnen | Wettbewerb | Punkte            | Rang              | Punkte         | Rang           | Punkte        | Rang          | Punkte         | Rang           | Punkte           | Rang             |
| --- | ---------- | ----------------- | ----------------- | -------------- | -------------- | ------------- | ------------- | -------------- | -------------- | ---------------- | ---------------- |
| Frauen |            |                   |                   |                |                |               |               |                |                |                  |                  |
| Linda Cerruti Costanza Ferro | Duett      | 90,4412           | 6                 | 91,1333        | 6              | 181,5754      | 6             | 92,3667        | 6              | 182,8079         | 6                |
| Elisa Bozzo Beatrice Callegari Camilla Cattaneo Linda Cerruti Francesca Deidda Costanza Ferro Manila Flamini Mariangela Perrupato Sara Sgarzi | Mannschaft | 91,1142           | 5                 | –              | –              | –             | –             | 92,2667        | 6              | 183,3809         | 5                |

### Tennis
| Athleten                    | Wettbewerb | 1. Runde                            | 1. Runde       | 2. Runde              | 2. Runde       | Achtelfinale                              | Achtelfinale     | Viertelfinale                   | Viertelfinale | Halbfinale    | Halbfinale    | Finale        | Finale        |               |
| Athleten                    | Wettbewerb | Gegner                              | Ergebnis       | Gegner                | Ergebnis       | Gegner                                    | Ergebnis         | Gegner                          | Ergebnis      | Gegner        | Ergebnis      | Gegner        | Ergebnis      |               |
| --------------------------- | ---------- | ----------------------------------- | -------------- | --------------------- | -------------- | ----------------------------------------- | ---------------- | ------------------------------- | ------------- | ------------- | ------------- | ------------- | ------------- | ------------- |
| Frauen                      |            |                                     |                |                       |                |                                           |                  |                                 |               |               |               |               |               |               |
| Sara Errani                 | Einzel     | Kiki Bertens                        | 4:6, 6:4, 6:3  | Barbora Strýcová      | 6:2, 6:2       | Darja Kassatkina                          | 5:7, 2:6         | ausgeschieden                   | ausgeschieden | ausgeschieden | ausgeschieden | ausgeschieden | ausgeschieden |               |
| Roberta Vinci               | Einzel     | Anna Karolína Schmiedlová           | 5:7, 4:6       | ausgeschieden         | ausgeschieden  | ausgeschieden                             | ausgeschieden    | ausgeschieden                   | ausgeschieden | ausgeschieden | ausgeschieden | ausgeschieden | ausgeschieden | ausgeschieden |
| Karin Knapp                 | Einzel     | Lucie Šafářová                      | 6:4, 1:6, 1:6  | ausgeschieden         | ausgeschieden  | ausgeschieden                             | ausgeschieden    | ausgeschieden                   | ausgeschieden | ausgeschieden | ausgeschieden | ausgeschieden | ausgeschieden | ausgeschieden |
| Sara Errani Roberta Vinci   | Doppel     | Angelique Kerber Andrea Petković    | 6:2, 6:2       | –                     | –              | Xu Yifan Zheng Saisai                     | 6:2, 6:3         | Lucie Šafářová Barbora Strýcová | 6:4, 4:6, 4:6 | ausgeschieden | ausgeschieden | ausgeschieden | ausgeschieden |               |
| Männer                      |            |                                     |                |                       |                |                                           |                  |                                 |               |               |               |               |               |               |
| Fabio Fognini               | Einzel     | Víctor Estrella                     | 2:6, 7:64, 6:0 | Benoît Paire          | 4:6, 6:4, 7:65 | Andy Murray                               | 1:6, 6:2, 3:6    | ausgeschieden                   | ausgeschieden | ausgeschieden | ausgeschieden | ausgeschieden | ausgeschieden |               |
| Andreas Seppi               | Einzel     | Illja Martschenko                   | 6:3, 3:6, 7:66 | Rafael Nadal          | 3:6, 3:6       | ausgeschieden                             | ausgeschieden    | ausgeschieden                   | ausgeschieden | ausgeschieden | ausgeschieden | ausgeschieden | ausgeschieden |               |
| Paolo Lorenzi               | Einzel     | Lu Yen-hsun                         | 3:6, 6:3, 6:4  | Roberto Bautista Agut | 6:72, 2:6      | ausgeschieden                             | ausgeschieden    | ausgeschieden                   | ausgeschieden | ausgeschieden | ausgeschieden | ausgeschieden | ausgeschieden |               |
| Thomas Fabbiano             | Einzel     | Rogério Dutra da Silva              | 6:74, 1:6      | ausgeschieden         | ausgeschieden  | ausgeschieden                             | ausgeschieden    | ausgeschieden                   | ausgeschieden | ausgeschieden | ausgeschieden | ausgeschieden | ausgeschieden |               |
| Fabio Fognini Andreas Seppi | Doppel     | Illja Martschenko Denys Moltschanow | 6:4, 6:3       | –                     | –              | Thomaz Bellucci André Sá                  | 5:7, 7:5, 6:3    | Daniel Nestor Vasek Pospisil    | 3:6, 1:6      | ausgeschieden | ausgeschieden | ausgeschieden | ausgeschieden |               |
| Mixed                       |            |                                     |                |                       |                |                                           |                  |                                 |               |               |               |               |               |               |
| Roberta Vinci Fabio Fognini | Doppel     | –                                   | –              | –                     | –              | Kristina Mladenovic Pierre-Hugues Herbert | 6:4, 3:6, [10:8] | Venus Williams Rajeev Ram       | 3:6, 5:7      | ausgeschieden | ausgeschieden | ausgeschieden | ausgeschieden |               |

### Triathlon
| Athleten            | Wettbewerb | Zeit      | Rang |
| ------------------- | ---------- | --------- | ---- |
| Frauen              |            |           |      |
| Anna Maria Mazzetti | Einzel     | 2:01:53 h | 29   |
| Charlotte Bonin     | Einzel     | 2:00:48 h | 17   |
| Männer              |            |           |      |
| Alessandro Fabian   | Einzel     | 1:47:35 h | 14   |
| Davide Uccellari    | Einzel     | 1:51:06 h | 34   |

### Volleyball
| Wettbewerb    | Frauen | Männer |
| ------------- | --- | --- |
| Athleten      | Serena Ortolani Alessia Orro Monica De Gennaro Martina Guiggi Alessia Gennari Nadia Centoni Cristina Chirichella Eleonora Lo Bianco Antonella Del Core Miriam Sylla Paola Egonu Anna Danesi | Pasquale Sottile Luca Vettori Osmany Juantorena Simone Giannelli Salvatore Rossini Ivan Zaytsev Filippo Lanza Simone Buti Massimo Colaci Matteo Piano Emanuele Birarelli Oleg Antonov |
| Trainer       | Marco Bonitta | Gianlorenzo Blengini |
| Gruppenphase  | Serbien 0:3 China 0:3 Niederlande 0:3 USA 1:3 Puerto Rico 3:0 | Frankreich 3:0 USA 3:1 Mexiko 3:0 Brasilien 3:1 Kanada 1:3 |
| Viertelfinale | ausgeschieden | Iran 3:0 |
| Halbfinale    | ausgeschieden | USA 3:2 |
| Finale        | ausgeschieden | Brasilien 0:3 |
| Platzierung   | 9. Platz | Silber |

### Wasserball
| Wettbewerb      | Frauen | Männer |
| --------------- | --- | --- |
| Athleten        | Giulia Gorlero Chiara Tabani Arianna Garibotti Elisa Queirolo Federica Radicchi Rosaria Aiello Tania Di Mario Roberta Bianconi Giulia Enrica Emmolo Francesca Pomeri Aleksandra Cotti Teresa Frassinetti Laura Teani | Stefano Tempesti Francesco Di Fulvio Niccolò Gitto Pietro Figlioli Alessandro Velotto Michaël Bodegas Andrea Fondelli Valentino Gallo Christian Presciutti Nicholas Presciutti Matteo Aicardi Alessandro Nora Marco Del Lungo |
| Trainer         | Fabio Conti | Alessandro Campagna |
| Gruppenphase    | Brasilien (9:3) Australien (8:7) Russland (10:5) | Spanien (9:8) Frankreich (11:8) Montenegro (6:5) Kroatien (7:10) USA (7:10) |
| Viertelfinale   | China (12:7) | Griechenland (9:5) |
| Halbfinale      | Russland (12:9) | Serbien (8:10) |
| Spiel um Bronze | – | Montenegro (12:10) |
| Finale          | USA (5:12) | – |
| Platzierung     | Silber | Bronze |

### Wasserspringen
| Athleten                         | Wettbewerb           | Vorkampf | Vorkampf | Halbfinale    | Halbfinale    | Finale        | Finale        | Rang   |
| Athleten                         | Wettbewerb           | Punkte   | Rang     | Punkte        | Rang          | Punkte        | Rang          | Rang   |
| -------------------------------- | -------------------- | -------- | -------- | ------------- | ------------- | ------------- | ------------- | ------ |
| Frauen                           |                      |          |          |               |               |               |               |        |
| Tania Cagnotto                   | Kunstspringen 3 m    | 347,30   | 4        | 324,40        | 7             | 372,80        | 3             | Bronze |
| Maria Marconi                    | Kunstspringen 3 m    | 292,95   | 19       | ausgeschieden | ausgeschieden | ausgeschieden | ausgeschieden | 19     |
| Noemi Bátki                      | Turmspringen 10 m    | 256,90   | 26       | ausgeschieden | ausgeschieden | ausgeschieden | ausgeschieden | 26     |
| Tania Cagnotto Francesca Dallapé | Synchronspringen 3 m | –        | –        | –             | –             | 313,83        | 2             | Silber |
| Männer                           |                      |          |          |               |               |               |               |        |
| Michele Benedetti                | Kunstspringen 3 m    | 390,85   | 17       | 387,30        | 13            | ausgeschieden | ausgeschieden | 13     |
| Andrea Chiarabini                | Kunstspringen 3 m    | 350,40   | 28       | ausgeschieden | ausgeschieden | ausgeschieden | ausgeschieden | 28     |
| Maicol Verzotto                  | Turmspringen 10 m    | 313,10   | 27       | ausgeschieden | ausgeschieden | ausgeschieden | ausgeschieden | 27     |
| Andrea Chiarabini Giovanni Tocci | Synchronspringen 3 m | –        | –        | –             | –             | 395,19        | 6             | 6      |